# Усть-Лэкчим (сельское поселение)
Усть-Лэкчим — административно-территориальная единица (административная территория посёлок сельского типа с подчинённой ему территорией) и муниципальное образование (сельское поселение с полным официальным наименованием муниципальное образование сельского поселения «Усть-Лэкчим») в составе муниципального района Корткеросского в Республике Коми Российской Федерации.
Административный центр — посёлок Усть-Лэкчим.

## История
Статус и границы административной территории установлены Законом Республики Коми от 6 марта 2006 года № 13-РЗ «Об административно-территориальном устройстве Республики Коми».
Статус и границы сельского поселения установлены Законом Республики Коми от 5 марта 2005 года № 11-РЗ «О территориальной организации местного самоуправления в Республике Коми».

## Население
| 2010 | 2011 | 2012 | 2013 | 2014 | 2015 | 2016 |
| ---- | ---- | ---- | ---- | ---- | ---- | ---- |
| 723  | ↘719 | ↘687 | ↘657 | ↘655 | ↘653 | ↘627 |
| 2017 | 2018 | 2019 | 2020 | 2021 |      |      |
| ↘544 | ↘475 | ↘439 | ↘428 | ↗658 |      |      |

## Состав
Состав административной территории и сельского поселения:
| № | Населённый пункт | Тип населённого пункта          | Население |
| - | ---------------- | ------------------------------- | --------- |
| 1 | Мартиты          | посёлок                         | 33        |
| 2 | Усть-Лэкчим      | посёлок, административный центр | 690       |